# Ungavský poloostrov
Ungavský poloostrov (anglicky  Ungava Peninsula, francouzsky  Péninsule d'Ungava) tvoří nejsevernější část Labradorského poloostrova. Nachází se mezi Hudsonovým zálivem a Hudsonovým průlivem, v provincii Quebec, na východě Kanady.
Jižní hranice poloostrova je určena lesotundrou, která se rozkládá od pobřeží Hudsonova zálivu, přes jezero Minto, až k Ungavskému zálivu. V prekambrických horninách se vyskytují bohatá ložiska železných rud.

## Geografie
Ungavský poloostrov má nížinný reliéf, se stopami ustupujícího ledovce. Vegetace poloostrova je chudá, podnebí je arktické, podobající se Baffinově ostrovu.

## Osídlení
Z 10 000 obyvatel poloostrova je 90 % Eskymáci, žijících v 12 vesnicích rozmístěných po celém pobřeží. Největší vesnice Kuujjuaq je hlavním sídlem regionu Kativik, který pokrývá celý poloostrov.